# Нистер (општина)
Нистер (њем. Nister) општина је у њемачкој савезној држави Рајна-Палатинат. Једно је од 192 општинска средишта округа Вестервалд. Према процјени из 2010. у општини је живјело 983 становника. Посједује регионалну шифру (AGS) 7143276.

## Географски и демографски подаци
Нистер се налази у савезној држави Рајна-Палатинат у округу Вестервалд. Општина се налази на надморској висини од 270 метара. Површина општине износи 5,4 km². У самом мјесту је, према процјени из 2010. године, живјело 983 становника. Просјечна густина становништва износи 181 становника/km².